# Wegkapelle St. Georg (Kreuzpullach)

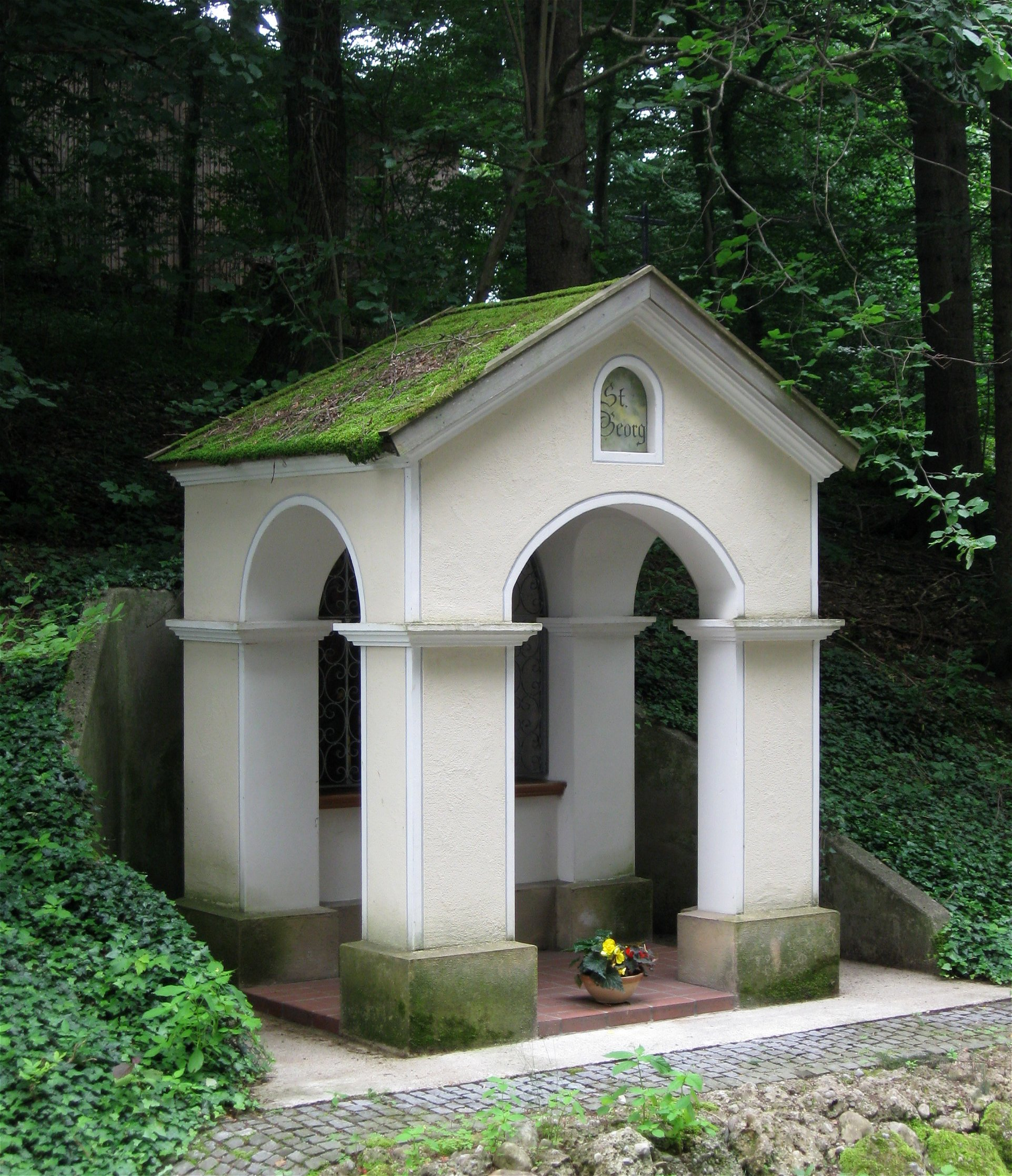
Wegkapelle St. Georg in Kreuzpullach

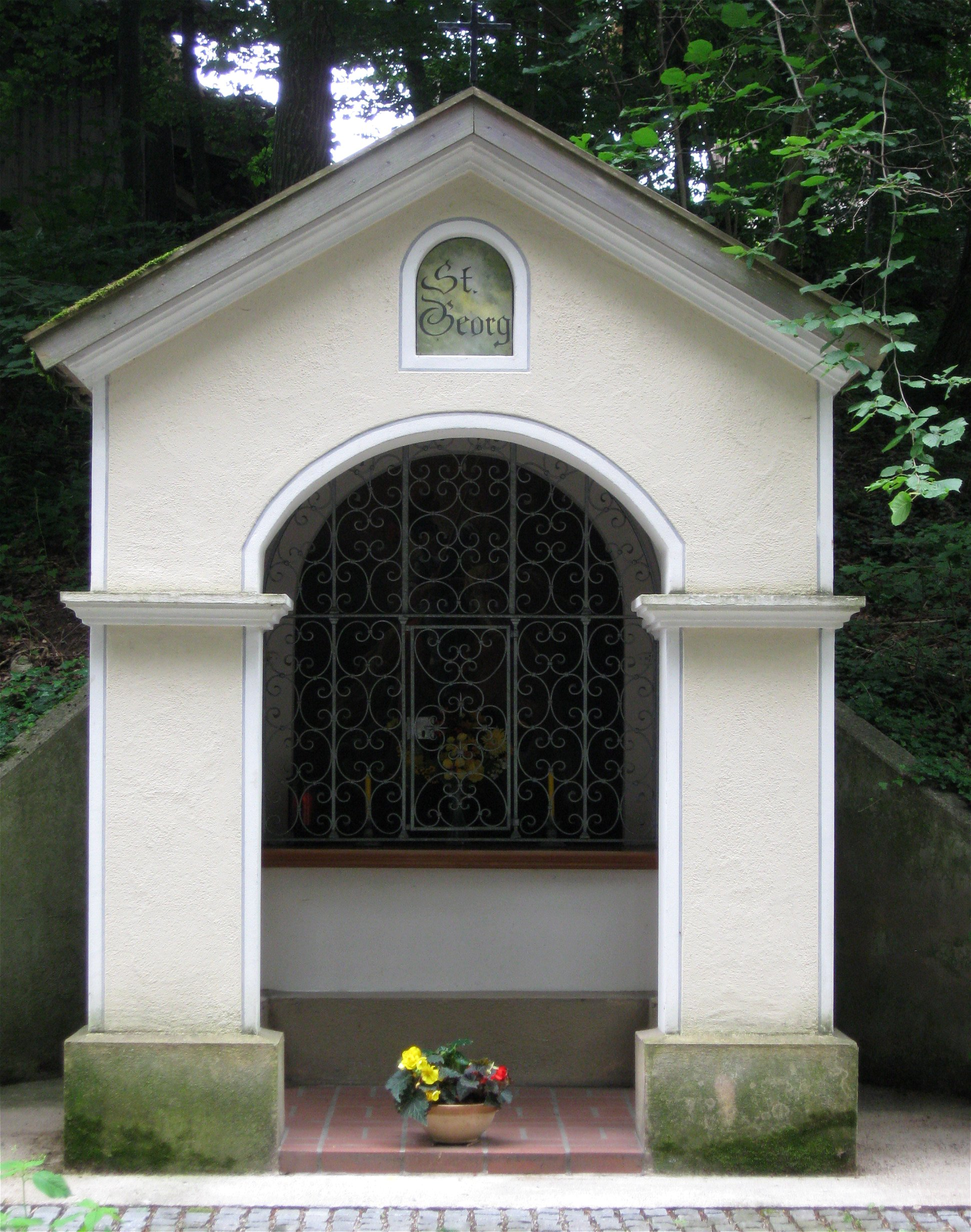
Frontalansicht

Die Wegkapelle St. Georg ist eine Wegkapelle in der oberbayerischen Gemeinde Oberhaching im Landkreis München. Sie ist als Baudenkmal in die Bayerische Denkmalliste eingetragen.

## Lage
Die Wegkapelle liegt in dem Oberhachinger Ortsteil Kreuzpullach außerhalb des Orts etwa 300 Meter nordwestlich des Dorfzentrums an der Straße, die durch das Gleißental nach Ödenpullach führt.

## Beschreibung
Die Kapelle stammt aus dem zweiten Viertel des 19. Jahrhunderts. Sie hat einen etwa quadratischen Grundriss und trägt ein Satteldach. Einer massiven Rückwand mit einer durch ein schmiedeeisernes Gitter verschlossenen Nische ist ein offener Portikus mit Rundbögen vorgelagert, der auf zwei massiven Pfeilern ruht. Rückwand und Pfeiler ruhen auf Steinsockeln und sind unterhalb der Bogenansätze durch ein Gesims horizontal gegliedert. Über dem Rundbogen auf der Giebelseite sitzt ein rundbogiges Blendfenster mit der Inschrift „St. Georg“. In der Wandnische befindet sich ein Bild des heiligen Georgs.